# Pokémon the Series: Black & White
Pokémon, A Série: Branco e Preto (Brasil) ou Preto e Branco (Portugal), conhecido nos Estados Unidos como Pokémon the Series: Black & White, conhecido no Japão como Pocket Monsters Best Whishes! (ポケットモンスター ベストウイッシュ, Poketto Monsutā Besuto Uisshu!, lit. "Monstros de Bolso Melhores Momentos!"), é uma quinta série do anime Pokémon, que reúne as temporadas 14 a 16 deste anime, adaptado dos jogos eletrônicos Pokémon Black e White e Pokémon Black 2 e White 2, e transmitido no Japão pelo canal TV Tokyo entre 23 de setembro de 2010 e 26 de setembro de 2013. Nos Estados Unidos, estreou em 12 de fevereiro de 2011, no Cartoon Network. No Brasil, estreou em 17 de abril de 2012, no Cartoon Network. Em Portugal, estreou em 19 de maio de 2012, nos cinemas com dois primeiros episódios e 26 de maio de 2012, no canal Biggs. Esta série narra as aventuras de Ash através de Unova; ele está acompanhado por Íris e Cilan.

## Enredo
Ash, sua mãe Delia e o professor Carvalho tiram férias na distante região de Unova, onde ele conhece e viaja com uma futura mestre de dragões Iris e o Líder de Ginásio da Cidade de Striaton, Conhecedor Pokémon, e às vezes detetive Cilan (Dent). Durante a jornada, eles descobrem os planos malignos da Equipe Plasma, uma organização criminosa que quer libertar os Pokémon da propriedade das pessoas para que possam governar o mundo sem oposição. Depois de ganhar todos as oito insígnias de Unova, Ash, Iris e Cilan viajam pelo lado leste de Unova para se preparar para o Torneio da Liga Pokémon Unova, após o qual conhecem N, que é fundamental para derrotar a Equipe Plasma. Depois disso, Ash, Iris e Cilan viajam pelas ilhas Decolore antes de Ash voltar para a Cidade de Pallet e conhecer a repórter investigativa Alexa (Pansy), que é da distante região de Kalos. Tendo chegado em Kanto, Iris e Cilan viajam para Johto enquanto Ash e Alexa vão para Kalos logo depois de Ash se reunir com Delia e receber uma nova roupa dela.

## Personagens
| Personagens                                  | Tipo                  |
| -------------------------------------------- | --------------------- |
| Ash Ketchum                                  | Principal             |
| Pikachu                                      | Principal             |
| Íris (Brasil) ou Iris (Portugal)             | Principal             |
| Cilan                                        | Principal             |
| Jessie                                       | Antagonista Principal |
| James                                        | Antagonista Principal |
| Meowth                                       | Antagonista Principal |
| Giovanni                                     | Antagonista Principal |
| Matori                                       | Antagonista Principal |
| Ghetsis                                      | Antagonista Principal |
| Aldith                                       | Antagonista Principal |
| Barret                                       | Antagonista Principal |
| Colress                                      | Antagonista Principal |
| Delia Ketchum                                | Secundário            |
| Prof. Carvalho (Brasil) ou Oak (Portugal)    | Secundário            |
| Enfermeira Joy                               | Secundário            |
| Policial (Brasil) ou Agente (Portugal) Jenny | Secundário            |
| Professora Aurea Juniper                     | Secundário            |
| Professora Fennel                            | Secundário            |
| Prof. Cedric Juniper                         | Secundário            |
| Trip                                         | Secundário            |
| Stephan                                      | Secundário            |
| Cameron                                      | Secundário            |
| Virgil                                       | Secundário            |
| Bianca                                       | Secundário            |
| Dino                                         | Secundário            |
| Nini                                         | Secundário            |
| Rodney                                       | Secundário            |
| Burgundy                                     | Secundário            |
| Ricard Nouveau                               | Secundário            |
| Georgia                                      | Secundário            |
| Alexa                                        | Secundário            |
| Don George                                   | Secundário            |
| Porter                                       | Secundário            |
| Luke                                         | Secundário            |
| N                                            | Secundário            |
| Amor                                         | Secundário            |
| Paz                                          | Secundário            |

## Temporadas

### Japão
Esta série é dividido por 4 temporadas:
- Pocket Monsters Best Whishes! (ポケットモンスター ベストウイッシュ, Poketto Monsutā Besuto Uisshu!; lit. "Monstros de Bolso Melhores Momentos!"): 86 episódios
- Pocket Monsters: Best Wishes! Season 2 (ポケットモンスター ベスト ウイッシュ シーズン2, Poketto Monsutā Besuto Uisshu Shīzun TSU; lit. "Monstros de Bolso: Melhores Momentos! Temporada 2"): 24 episódios
- Pocket Monsters: Best Wishes! Season 2: Episode N (ポケットモンスター ベスト ウイッシュ シーズン2エピソードN, Poketto Monsutā Besuto Uisshu Shīzun TSU Episōdo Enu; lit. "Monstros de Bolso: Melhores Momentos! Temporada 2: Episódio N"): 14 episódios
- Pocket Monsters: Best Wishes! Season 2: Decolora Adventure (ポケットモンスター ベストウイッシュ シーズン2 デコロラアドベンチャー, Poketto Monsutā Besuto Uisshu Shīzun Tsū Dekorora Adobenchā; lit. "Monstros de Bolso: Melhores Momentos! Temporada 2: Aventuras de Decolora"): 20 episódios

### Ocidente
Esta série é dividido por 3 temporadas:
- 14ª temporada: Pokémon Branco e Preto (Brasil) ou Preto e Branco (Portugal)[11]: 48 episódios
- 15ª temporada: Pokémon Preto e Branco: Destinos Rivais[12]: 49 episódios
- 16ª temporada: Pokémon Preto e Branco: Aventuras em Unova/Aventuras em Unova e Mais Além[13]: 45 episódios

## Episódios

### 14ª Temporada (Pokémon: Branco e Preto)
| # (série) | # (temporada) | Título em português Título em inglês Título original | Exibição no Japão       | Exibição no Brasil     |
| --------- | ------------- | --- | ----------------------- | ---------------------- |
| 660       | 1             | "Na Sombra de Zekrom!" "In the Shadow of Zekrom!"(To the Isshu Region! Zekrom's Shadow!!) Transliteração: "Isshu Chihō e! Zekuromu no Kage!!" (em japonês: イッシュ地方へ！ゼクロムの影！！) | 23 de setembro de 2010  | 17 de abril de 2012    |
| 661       | 2             | "Entram Iris e Axew!" "Enter Iris and Axew!"(Iris and Kibago!) Transliteração: "Airisu to Kibago!" (em japonês: アイリスとキバゴ！) | 23 de setembro de 2010  | TDA                    |
| 662       | 3             | "Um Sandile Louco pra Mudar!" "A Sandile Gusher of Change!"(Mijumaru! Meguroco! Critical Moment!!) Transliteração: "Mijumaru! Meguroko! Kikkiippatsu!!" (em japonês: ミジュマル！メグロコ！危機一髪！！)                                                                                           | 30 de setembro de 2010  | TDA                    |
| 663       | 4             | "O Clube de Batalha e a Escolha de Tepig!" "The Battle Club and Tepig's Choice!"(Battle Club! A Mysterious Pokémon Appears!!) Transliteração: "Batoru Kurabu! Nazo no Pokemon Arawareru!!" (em japonês: バトルクラブ！謎のポケモン現る！！)                                                        | 7 de outubro de 2010    | TDA                    |
| 664       | 5             | "Três Líderes, Três Ameaças!" "Triple Leaders, Team Threats!"(San'yō Gym! Vs. Baoppu, Hiyappu and Yanappu!!) Transliteração: "San'yō Jimu! Tai Baoppu, Hiyappu, Yanappu!!" (em japonês: サンヨウジム！VSバオップ、ヒヤップ、ヤナップ！！)                                                          | 14 de outubro de 2010   | TDA                    |
| 665       | 6             | "Muitos Sonhos!" "Dreams by the Yard Full!"(Former Building Site of Dreams! Munna and Musharna!!) Transliteração: "Yume no Atochi! Munna to Mushāna!!" (em japonês: 夢の跡地！ムンナとムシャーナ！！)                                                                                              | 21 de outubro de 2010   | TDA                    |
| 666       | 7             | "Snivy Joga Duro!" "Snivy Plays Hard to Catch!"(Get the Tsutarja That Knows Attract!?) Transliteração: "Tsutāja Getto de Meromero!?" (em japonês: ツタージャ・ゲットでメロメロ！？) | 28 de outubro de 2010   | TDA                    |
| 667       | 8             | "Salvando Darmanitan do Sino!" "Saving Darmanitan from the Bell!"(Darumakka and Hihidaruma! Secret of the Clocktower!!) Transliteração: "Darumakka to Hihidaruma! Dokeitō no Himitsu!!" (em japonês: ダルマッカとヒヒダルマ！時計塔の秘密！！)                                                     | 4 de novembro de 2010   | TDA                    |
| 668       | 9             | "O Desabrochar de Axew!" "The Bloom Is on Axew!"(Out of Control Pendror! Rescue Kibago!) Transliteração: "Pendorā Bōsō! Kibago o Sukue!" (em japonês: ペンドラー暴走！キバゴを救え！) | 11 de novembro de 2010  | TDA                    |
| 669       | 10            | "Uma Batalha para o Campeão do Clube!" "A Rival Battle for Club Champ!!"(Rival Battle! Tough Enemy Pururiru!!) Transliteração: "Raibaru Batoru! Kyōteki Pururiru!!" (em japonês: ライバルバトル！強敵プルリル！！)                                                                                 | 18 de novembro de 2010  | TDA                    |
| 670       | 11            | "Um Lar para Dwebble!" "A Home for Dwebble!"(Ishizumai! Take Back Your Home!!) Transliteração: "Ishizumai! Jibun no Ie o Torimodose!!" (em japonês: イシズマイ！自分の家をとりもどせ！！) | 2 de dezembro de 2010   | TDA                    |
| 671       | 12            | "Aí Vem o Esquadrão Trubbish!" "Here Comes the Trubbish Squad!"(The Yabukuron Squad and a Secret Base!?) Transliteração: "Yabukuron Sentai to Himitsukichi!?" (em japonês: ヤブクロン戦隊と秘密基地！？)                                                                                           | 9 de dezembro de 2010   | TDA                    |
| 672       | 13            | "Um Minccino Arrumadinho!" "Minccino–Neat and Tidy!"(Chillarmy is Clean!?) Transliteração: "Chirāmyi wa Kireizuki!?" (em japonês: チラーミィはきれいずき！？) | 16 de dezembro de 2010  | TDA                    |
| 673       | 14            | "Uma Noite no Museu da Cidade de Nacrene!" "A Night in the Nacrene City Museum!"(Shippō City! Museum Adventure!!) Transliteração: "Shippō Shiti! Hakubutsukan de Daibōken!!" (em japonês: シッポウシティ！博物館で大冒険！！)                                                                      | 23 de dezembro de 2010  | TDA                    |
| 674       | 15            | "A Batalha de Acordo com Lenora!" "The Battle According to Lenora!"(Shippō Gym Battle! Vs. Gym Leader Aloe!!) Transliteração: "Shippō Jimu Ikusa! Tai Jimu Rīdā Aroe!!" (em japonês: シッポウジム戦！VSジムリーダー・アロエ！！)                                                                   | 6 de janeiro de 2011    | TDA                    |
| 675       | 16            | "A Revanche no Ginásio de Nacrene!" "Rematch at the Nacrene Gym!"(Shippō Gym Rematch! The Explosive New Moves!!) Transliteração: "Saisen Shippō Jimu! Shin Waza Sakuretsu!!" (em japonês: 再戦シッポウジム！新技炸裂！！)                                                                          | 13 de janeiro de 2011   | TDA                    |
| 676       | 17            | "Scraggy – Nasceu Pra Ser Selvagem!" "Scraggy–Hatched to Be Wild!"(The Wild Child That Hatched From the Egg!) Transliteração: "Tamago kara Kaetta Abarenbō!" (em japonês: タマゴからかえったあばれん坊！)                                                                                          | 20 de janeiro de 2011   | TDA                    |
| 677       | 18            | "Sewaddle e Burgh na Floresta Pinwheel!" "Sewaddle and Burgh in Pinwheel Forest!"(Yaguruma Forest! Kurumiru and Arti!!) Transliteração: "Yaguruma no Mori! Kurumiru to Āti!!" (em japonês: ヤグルマの森！クルミルとアーティ！！)                                                                   | 27 de janeiro de 2011   | TDA                    |
| 678       | 19            | "A Vingança de um Especialista!" "A Connoisseur's Revenge!"(Sommelier Showdown! Ishizumai vs. Futachimaru!!) Transliteração: "Somurie Taiketsu! Ishizumai Tai Futachimaru!!" (em japonês: ソムリエ対決！イシズマイVSフタチマル！！)                                                                | 17 de fevereiro de 2011 | TDA                    |
| 679       | 20            | "Dançando com o Trio Ducklett!" "Dancing with the Ducklett Trio!"(Pikachu vs. Meguroco vs. Koaruhie!!) Transliteração: "Pikachū Tai Meguroko Tai Koaruhī!!" (em japonês: ピカチュウVSメグロコVSコアルヒー！！)                                                                                     | 24 de fevereiro de 2011 | TDA                    |
| 680       | 21            | "O Mundo Perdido de Gothitelle!" "The Lost World of Gothitelle!"(Skyarrow Bridge and Gothiruselle!) Transliteração: "Sukai Arō Burijji to Gochiruzeru!" (em japonês: スカイアローブリッジとゴチルゼル！)                                                                                           | 3 de março de 2011      | TDA                    |
| 681       | 22            | "A Debandada dos Venipede!" "A Venipede Stampede!"(Hiun City! Fushide Panic!!) Transliteração: "Hiun Shiti! Fushide Panikku!" (em japonês: ヒウンシティ！フシデパニック！！) | 10 de março de 2011     | TDA                    |
| N–A       | N–A           | "Team Rocket vs. Team Plasma! - Part 1" Transliteração: "Roketto-dan Tai Purazuma-dan! (Zenpen)" (em japonês: ロケット団VSプラズマ団！（前編）) | N/A                     | Não foi exibido        |
| N–A       | N–A           | "Team Rocket vs. Team Plasma! - Part 2" Transliteração: "Roketto-dan Tai Purazuma-dan! (Kōhen)" (em japonês: ロケット団VSプラズマ団！（後編）) | N/A                     | Não foi exibido        |
| 682       | 23            | "Batalhando Pelo Amor aos Tipo Inseto!" "Battling for the Love of Bug-Types!"(Hiun Gym Battle! The Pure-of-Heart Bug Pokémon Battle!) Transliteração: "Hiun Jimu Sen! Junjō Hāto no Mushi Pokemon Batoru!!" (em japonês: ヒウンジム戦！純情ハートの虫ポケモンバトル！！)                           | 17 de março de 2011     | TDA                    |
| 683       | 24            | "Emolga, a Irresistível!" "Emolga the Irresistible!"(Beware Cute Faces! Paralyzing Emonga!!) Transliteração: "Kawaii Kao ni Yōchūi! Emonga de Shibirebire!!" (em japonês: かわいい顔に要注意！エモンガでシビレビレ！！)                                                                            | 24 de março de 2011     | TDA                    |
| 684       | 25            | "Emolga e o Novo Troca Elétrica!" "Emolga and the New Volt Switch!"(Emonga vs. Tsutarja! Volt Change Chaos!!) Transliteração: "Emonga Tai Tsutāja! Boruto Chenji de Daikonran!!" (em japonês: エモンガVSツタージャ！ボルトチェンジで大混乱！！)                                                    | 31 de março de 2011     | TDA                    |
| 685       | 26            | "Susto na Mansão de Litwick!" "Scare at the Litwick Mansion!"(The Scary Story of the Hitomoshi Mansion!) Transliteração: "Hitomoshi Yashiki no Kowa~i Ohanashi!" (em japonês: ヒトモシ屋敷のこわ～いお話！)                                                                                        | 7 de abril de 2011      | TDA                    |
| 686       | 27            | "O Caminho de Uma Mestra de Dragões!" "The Dragon Master's Path!"(The Road to Becoming a Dragon Master! Kibago vs. Crimgan!!) Transliteração: "Doragon Masutā e no Michi! Kibago Tai Kurimugan!!" (em japonês: ドラゴンマスターへの道！キバゴVSクリムガン！！)                                     | 14 de abril de 2011     | TDA                    |
| 687       | 28            | "Oshawott Perde a Quera-Concha!" "Oshawott's Lost Scalchop!"(The Lost Hotachi! Mijumaru's Greatest Crisis!!) Transliteração: "Kieta Hotachi! Mijumaru Saidai no Kiki!!" (em japonês: 消えたホタチ！ミジュマル最大の危機！！)                                                                       | 21 de abril de 2011     | TDA                    |
| 688       | 29            | "Um Cottonee Apaixonado!" "Cottonee in Love!"(The Monmen in Love Rides the Wind!) Transliteração: "Koisuru Monmen wa Kaze ni Notte!" (em japonês: 恋するモンメンは風に乗って！) | 28 de abril de 2011     | TDA                    |
| 689       | 30            | "Um OVNI Para Elgyem!" "A UFO for Elgyem!"(Ligray and the Unidentified Flying Object!) Transliteração: "Rigurē to Mikakunin Hikō Buttai!" (em japonês: リグレーと未確認飛行物体！) | 5 de maio de 2011       | TDA                    |
| 690       | 31            | "Ash Contra Trip, a Terceira Batalha!" "Ash and Trip's Third Battle!"(Rival Battle! Vanipeti and Dokkorā in the Fight!!) Transliteração: "Raibaru Batoru! Baniputchi, Dokkorā Sansen!!" (em japonês: ライバルバトル！バニプッチ、ドッコラー参戦！！)                                               | 12 de maio de 2011      | TDA                    |
| 691       | 32            | "Enfrentando o Medo de Olhos Abertos!" "Facing Fear with Eyes Wide Open!"(Gamagaru, Maggyo! Battle at the Waterside!!) Transliteração: "Gamagaru, Maggyo! Mizube no Tatakai!!" (em japonês: ガマガル、マッギョ！水辺の戦い！！)                                                                    | 19 de maio de 2011      | TDA                    |
| 692       | 33            | "Iris e Excadrill Contra a Exterminadora de Dragões!" "Iris and Excadrill Against the Dragon Buster!"(The Dragon Buster Appears! Iris and Doryuzu!!) Transliteração: "Doragon Basutā Tōjō! Airisu to Doryūzu!!" (em japonês: ドラゴンバスター登場！アイリスとドリュウズ！！)                       | 26 de maio de 2011      | TDA                    |
| 693       | 34            | "Tenho que Pegar o Roggenrola!" "Gotta Catch a Roggenrola!"(Dangoro! Fire the Luster Cannon!!) Transliteração: "Dangoro! Rasutā Kanon Hassha seyo!" (em japonês: ダンゴロ！ラスターカノン発射せよ！！)                                                                                             | 2 de junho de 2011      | TDA                    |
| 694       | 35            | "Para Onde Você Foi, Audino?" "Where Did You Go, Audino?"(Sommelier Detective Dent! The Case of the Missing Tabunne!!) Transliteração: "Somurie Tantei Dento! Tabunne Shissō Jiken!!" (em japonês: ソムリエ探偵デント！タブンネ失踪事件！！)                                                       | 9 de junho de 2011      | TDA                    |
| 695       | 36            | "Archeops no Mundo Moderno!" "Archeops in the Modern World!"(Fossil Revival! Ancient Mysterious Bird Archeops!!) Transliteração: "Kaseki Fukkatsu! Kodai Kaichō Ākeosu!!" (em japonês: 化石復活！古代怪鳥アーケオス！！)                                                                           | 16 de junho de 2011     | TDA                    |
| 696       | 37            | "Um Especialista em Pescaria em Uma Competição de Pesca!" "A Fishing Connoisseur in a Fishy Competition!"(Fishing Sommelier Dent Appears!!) Transliteração: "Tsuri Somurie Dento Tōjō!!" (em japonês: 釣りソムリエ・デント登場！！)                                                                | 23 de junho de 2011     | TDA                    |
| 697       | 38            | "Hora do Filme! Zorua em “A Lenda do Cavaleiro Pokémon”!" "Movie Time! Zorua in 'The Legend of the Pokémon Knight'!"(Zorua the Movie! The Legend of the Pokémon Knight!) Transliteração: "Zoroa Za Mubi! Pokemon Naito no Densetsu!!" (em japonês: ゾロア・ザ・ムービー！ポケモンナイトの伝説！！) | 30 de junho de 2011     | TDA                    |
| 698       | 39            | "Concentração de Batalhas em Nimbasa!" "Reunion Battles in Nimbasa!"(Everyone Gathers! Don Battle!!) Transliteração: "Zen'in Shūgō! Don Batoru!!" (em japonês: 全員集合！ドンバトル！！) | 7 de julho de 2011      | TDA                    |
| 699       | 40            | "Cilan versus Trip, Ash versus Georgia!" "Cilan Versus Trip, Ash Versus Georgia!"(Fierce Fighting Don Battle! Tsutarja vs. Komatana!!) Transliteração: "Nettō Don Batoru! Tsutāja Tai Komatana!!" (em japonês: 熱闘ドンバトル！ツタージャVSコマタナ！！)                                           | 21 de julho de 2011     | TDA                    |
| 700       | 41            | "Corações Furiosos no Clube de Batalha: Emolga versus Sawk!" "The Club Battle Hearts of Fury: Emolga Versus Sawk!"(White Hot Don Battle! Emonga vs. Dageki!!) Transliteração: "Hakunetsu Don Batoru! Emonga Tai Dageki!!" (em japonês: 白熱ドンバトル！エモンガVSダゲキ！！)                       | 4 de agosto de 2011     | TDA                    |
| 701       | 42            | "Grande Final no Clube de Batalha: Um Heroico Resultado!" "The Club Battle Finale: A Heroes Outcome!"(Deciding Match of the Don Battle! Satoshi Against Iris!!) Transliteração: "Kessen Don Batoru! Satoshi Tai Airisu!!" (em japonês: 決戦ドンバトル！サトシ対アイリス！！)                       | 11 de agosto de 2011    | TDA                    |
| 702       | 43            | "As Táticas do Meowth!" "Meowth's Scrafty Tactics!"(Meowgotiator Nyarth! Zuruzukin Persuasion Tactics!!) Transliteração: "Nyagoshiētā Nyāsu! Zuruzukin Setoku Sakusen!!" (em japonês: ニャゴシエーター・ニャース！ズルズキン説得作戦！！)                                                          | 18 de agosto de 2011    | TDA                    |
| 703       | 44            | "Purrloin: Doce ou Bajulador?" "Purrloin, Sweet or Sneaky?"(Beware of Choroneko! Nyarth and Mijumaru!!) Transliteração: "Choroneko ni Goyōjin! Nyāsu to Mijumaru!!" (em japonês: チョロネコに御用心！ニャースとミジュマル！！)                                                                     | 25 de agosto de 2011    | TDA                    |
| 704       | 45            | "Beheeyem, Duosion e o Ladrão de Sonhos!" "Beheeyem, Duosion, and the Dream Thief!"(Ōbemu, Daburan, and the Dream Thief!) Transliteração: "Ōbemu to Daburan to Yume Dorobō!" (em japonês: オーベムとダブランと夢泥棒！)                                                                            | 1 de setembro de 2011   | TDA                    |
| 705       | 46            | "Desavenças na Montanha de Beartic!" "The Beartic Mountain Feud!"(Meowgotiator Nyarth! Breaking Through Tunbear's Forest!!) Transliteração: "Nyagoshiētā Nyāsu! Tsunbeā no Mori o Toppa seyo!!" (em japonês: ニャゴシエーター・ニャース！ツンベアーの森を突破せよ！！)                             | 8 de setembro de 2011   | TDA                    |
| 706       | 47            | "Crise no Metrô de Nimbasa!" "Crisis from the Underground Up!"(Wild Run! Battle Subway!! (Part 1)) Transliteração: "Gekisō! Batoru Sabuwei!! (Zenpen)" (em japonês: 激走！バトルサブウェイ!! （前編）)                                                                                             | 15 de setembro de 2011  | TDA                    |
| 707       | 48            | "Batalha no Metrô!" "Battle for the Underground!"(Wild Run! Battle Subway!! (Part 2)) Transliteração: "Gekisō! Batoru Sabuwei!! (Kōhen)" (em japonês: 激走！バトルサブウェイ!! （後編）) | 15 de setembro de 2011  | 8 de fevereiro de 2013 |

### 15ª Temporada (Pokémon: Branco e Preto: Destinos Rivais)
| #          | ## | Título no Brasil                                    | Título nos Estados Unidos |
| ---------- | -- | --------------------------------------------------- | ------------------------- |
| 0711/BP051 | 01 | Elesa, a Eletrizante Líder de Ginásio!              |                           |
| 0712/BP052 | 02 | Ofuscando o Ginásio de Nimbasa!                     |                           |
| 0713/BP053 | 03 | Perdidos no Rally dos Selos!                        |                           |
| 0714/BP054 | 04 | Ash Desafia o Campeão!                              |                           |
| 0715/BP055 | 05 | O Musical de Maractus!                              |                           |
| 0716/BP056 | 06 | As Quatro Estações de Sawsbuck!                     |                           |
| 0717/BP057 | 07 | Scraggy e Uma Exigente Gothita!                     |                           |
| 0718/BP058 | 08 | O Deino Solitário!                                  |                           |
| 0719/BP059 | 09 | O Poderoso Accelguardião em Ação!                   |                           |
| 0720/BP060 | 10 | O Desejo de um Amor Fraternal!                      |                           |
| 0721/BP061 | 11 | Acabando com a Fúria das Lendas! 1ª Parte           |                           |
| 0722/BP062 | 12 | Acabando com a Fúria das Lendas! 2ª Parte           |                           |
| 0723/BP063 | 13 | Batalhando Contra o Rei das Minas!                  |                           |
| 0724/BP064 | 14 | Crise na Caverna da Rocha Elétrica!                 |                           |
| 0725/BP065 | 15 | A Emoção de Uma Troca Evolutiva!                    |                           |
| 0726/BP066 | 16 | Exploradores das Ruínas do Herói!                   |                           |
| 0727/BP067 | 17 | Batalhando Contra o Valentão!                       |                           |
| 0728/BP068 | 18 | Bouffalant, o Desorientado!                         |                           |
| 0729/BP069 | 19 | Cilan nas Alturas!                                  |                           |
| 0730/BP070 | 20 | Uma Incrível Batalha Aérea!                         |                           |
| 0731/BP071 | 21 | Escalando a Torre do Triunfo!                       |                           |
| 0732/BP072 | 22 | Começa o Clube Explosão!                            |                           |
| 0733/BP073 | 23 | A Batalha Suprema do Clube Explosão!                |                           |
| 0734/BP074 | 24 | Animação no Clube Explosão!                         |                           |
| 0735/BP075 | 25 | Comandando o Clube Explosão!                        |                           |
| 0736/BP076 | 26 | Na Batalha Contra os Devoradores de Folhas!         |                           |
| 0737/BP077 | 27 | O Confronto da Restauração! 1ª Parte                |                           |
| 0738/BP078 | 28 | O Confronto da Restauração! 2ª Parte                |                           |
| 0739/BP079 | 29 | No Fogo da Evolução!                                |                           |
| 0740/BP080 | 30 | Protegendo o Guardião da Montanha!                  |                           |
| 0741/BP081 | 31 | Muita Atenção: As Condições Para a Batalha no Gelo! |                           |
| 0742/BP082 | 32 | Os Especialistas se Enfrentam!                      |                           |
| 0743/BP083 | 33 | Crise na Pesquisa Ferrossed!                        |                           |
| 0744/BP084 | 34 | Uma Épica Força de Defesa!                          |                           |
| 0745/BP085 | 35 | Um Show de Batalha no Ginásio de Virbank (1ª Parte) |                           |
| 0746/BP086 | 36 | Um Show de Batalha no Ginásio de Virbank (2ª Parte) |                           |
| 0747/BP087 | 37 | Tudo Pelo Amor de Meloetta!                         |                           |
| 0748/BP088 | 38 | Piplup, Pansage, e um Grande Reencontro!            |                           |
| 0749/BP089 | 39 | Expedição na Ilha Onix!                             |                           |
| 0750/BP090 | 40 | O Mistério do Cubchoo Desaparecido!                 |                           |
| 0751/BP091 | 41 | Iris e o Dragonite Durão!                           |                           |
| 0752/BP092 | 42 | A Abertura da Copa Junior!                          |                           |
| 0753/BP093 | 43 | Concedida a Permissão Para a Batalha!               |                           |
| 0754/BP094 | 44 | Ash, Iris e Trip, o Lugar dos Três é Aqui!          |                           |
| 0755/BP095 | 45 | Adeus Copa Júnior - Olá Aventura!                   |                           |
| 0756/BP096 | 46 | A Estrada Para Humilau!                             |                           |
| 0757/BP097 | 47 | Agitação no Berçário!                               |                           |
| 0758/BP098 | 48 | Meloetta e o Templo Submarino!                      |                           |
| 0759/BP099 | 49 | A Maior Crise de Unova!                             |                           |

### 16ª Temporada (Pokémon: Branco e Preto: Aventuras em Unova)
| #          | ## | Título no Brasil                                 | Título nos Estados Unidos |
| ---------- | -- | ------------------------------------------------ | ------------------------- |
| 0760/BP100 | 01 | Batalhando Por Orgulho e Prestígio!              |                           |
| 0761/BP101 | 02 | Batalhas de Duplas Entre o Céu e a Terra!        |                           |
| 0762/BP102 | 03 | Regressando Para a Vila dos Dragões!             |                           |
| 0763/BP103 | 04 | Drayden Contra Íris: Passado, Presente e Futuro! |                           |
| 0764/BP104 | 05 | Equipe Eevee e o Esquadrão de Resgate Pokémon!   |                           |
| 0765/BP105 | 06 | Abram as Cortinas, Liga Unova!                   |                           |
| 0766/BP106 | 07 | Missão: Derrote o Seu Rival!                     |                           |
| 0767/BP107 | 08 | Perdido na Liga!                                 |                           |
| 0768/BP108 | 09 | Estratégia Forte Rouba o Show!                   |                           |
| 0769/BP109 | 10 | A Arma Secreta de Cameron!                       |                           |
| 0770/BP110 | 11 | Uma Evolução na Liga Unova!                      |                           |
| 0771/BP111 | 12 | Lugares Novos... Rostos Familiares!              |                           |
| 0772/BP112 | 13 | O Nome é N!                                      |                           |
| 0773/BP113 | 14 | Um Novo Líder de Ginásio na Cidade!              |                           |
| 0774/BP114 | 15 | O Grande Plano Pokémon da Equipe Plasma!         |                           |
| 0775/BP115 | 16 | A Luz no Rancho Floccesy!                        |                           |
| 0776/BP116 | 17 | Salvando Braviary!                               |                           |
| 0777/BP117 | 18 | A Patrulha Portuária de Pokémon!                 |                           |
| 0778/BP118 | 19 | Uma Reunião Acalorada!                           |                           |
| 0779/BP119 | 20 | Manipulação Pokémon da Equipe Plasma!            |                           |
| 0780/BP120 | 21 | Segredos Além da Neblina!                        |                           |
| 0781/BP121 | 22 | Meowth, Colress, e a Equipe Rivalidade!          |                           |
| 0782/BP122 | 23 | Ash e N: Um Choque de Ideais!                    |                           |
| 0783/BP123 | 24 | Equipe Plasma e a Cerimônia do Despertar!        |                           |
| 0784/BP124 | 25 | O Que Existe Além da Verdade e dos Ideais!       |                           |

#### Aventuras em Unova e Mais Além
| #          | ## | Título no Brasil                               | Título nos Estados Unidos |
| ---------- | -- | ---------------------------------------------- | ------------------------- |
| 0785/BP125 | 26 | Adeus, Unova! Içar Velas Para Novas Aventuras! |                           |
| 0786/BP126 | 27 | Perigo, Doce Como o Mel!                       |                           |
| 0787/BP127 | 28 | Cilan e o Caso do Purrloin Testemunha!         |                           |
| 0788/BP128 | 29 | Coroando o Rei Quebra-Concha!                  |                           |
| 0789/BP129 | 30 | A Ilha das Ilusões!                            |                           |
| 0790/BP130 | 31 | Pegar um Rotom!                                |                           |
| 0791/BP131 | 32 | Os Piratas de Decolore!                        |                           |
| 0792/BP132 | 33 | Butterfree e Eu!                               |                           |
| 0793/BP133 | 34 | O Caminho Que Leva ao Adeus!                   |                           |
| 0794/BP134 | 35 | Em Busca de um Desejo!                         |                           |
| 0795/BP135 | 36 | OVNI na Ilha Extensia!                         |                           |
| 0796/BP136 | 37 | A Jornalista de Outra Região!                  |                           |
| 0797/BP137 | 38 | Mistério na Ilha Deserta!                      |                           |
| 0798/BP138 | 39 | Um Pokémon de Uma Cor Diferente!               |                           |
| 0799/BP139 | 40 | Celebrando o Cometa Herói!                     |                           |
| 0800/BP140 | 41 | Vai, Vai Gogoat!                               |                           |
| 0801/BP141 | 42 | Recruta Chocante da Equipe Rocket!             |                           |
| 0802/BP142 | 43 | A Sobrevivência do Ginásio de Striaton!        |                           |
| 0803/BP143 | 44 | Tudo de Bom Até o Nosso Próximo Encontro!      |                           |
| 0804/BP144 | 45 | O Sonho Continua!                              |                           |

## Filmes
| # | Título no Brasil                                   | Título nos Estados Unidos                           |
| - | -------------------------------------------------- | --------------------------------------------------- |
| 1 | Pokémon O Filme: Preto - Victini e Reshiram        | Pokémon the Movie: Black—Victini and Reshiram       |
| 2 | Pokémon O Filme: Branco - Victini e Zekrom         | Pokémon the Movie: White—Victini and Zekrom         |
| 3 | Pokémon o Filme: Kyurem Contra a Espada da Justiça | Pokémon the Movie: Kyurem vs. the Sword of Justice  |
| 4 | Pokémon o Filme: Genesect e a Lenda Revelada       | Pokémon the Movie: Genesect and the Legend Awakened |